# Електроразпределение в България

## След 1989
До 2000 г. електроразпределението и продажбата на електрическа енергия се управлява от „НЕК“ ЕАД чрез 28 електроснабдителни клона (ЕСК) - по един за всяка област.
От началото на 2000 г., електроразпределението и продажбата на електроенергия за битовите и индустриалните потребители е извадено от „НЕК“ ЕАД в 9 териториални предприятия както следва:
„Електроразпределение - Плевен“ ЕАД - обслужва областите Видин, Враца, Монтана, Ловеч и Плевен
„Електроразпределение - София-област“ ЕАД - обслужва областите София, Перник, Кюстендил и Благоевград
„Електроразпределение - Столично“ ЕАД - обслужва област София-град
„Електроразпределение - Варна“ ЕАД - обслужва областите Варна, Добрич, Шумен и Търговище
„Електроразпределение - Горна Оряховица“ ЕАД - обслужва областите Велико Търново, Габрово, Русе, Силистра и Разград
„Електроразпределение - Стара Загора" ЕАД - обслужва областите Бургас, Сливен, Стара Загора и Ямбол
„Електроразпределение - Пловдив" ЕАД - обслужва областите Пазарджик, Пловдив, Хасково, Смолян и Кърджали
През 2004 г. Агенцията за приватизация (АП) подписва договор за продажбата на 67% от капитала на „Електроразпределение - Варна“ ЕАД и 67% от капитала на „Електроразпределение - Горна Оряховица" на E.ON Energie AG за 140 700 000 eвро. През същата година, АП подписва договор за продажба на 67% от капитала на „Електроразпределение - Столично“ ЕАД, на 67 % от капитала на "Електроразпределение - София-Област" ЕАД и на 67% от капитала на „Електроразпределение Плевен“ ЕАД на ЧЕЗ Груп за 281.5 млн. евро. Последните две дружества („Елекетроразпределение - Стара Загора“ ЕАД и „Електроразпределение - Пловдив" ЕАД са продадени за 271 млн. евро на EVN.
В началото на 2007 г. е създаден "Електроенергиен системен оператор" (ЕСО). Неговата задача е да управлява електроенергийната система и да изпълнява лицензията на „НЕК“ за пренос на електроенергия.
През 2007 г., трите електроразпределителни дружества на „ЧЕЗ“ се сливат под името „ЧЕЗ Разпределение България“.
През декември 2011 г. EVN изкупува по-голямата част от останалите 33% акции от държавата чрез българската фондова борса за 93 млн. лева.

### Продажба на държавните дялове
През октомври 2012 г. „Енерго-Про“ изкупува по-голямата част от останалите 33% акции от държавата за 68 млн. лева.
През ноември 2012 г. „ЧЕЗ“ изкупува по-голямата част от останалите 33% акции от държавата за 115 млн. лв.
През 2012 г. „Енерго-про“ купува 100% от капитала на „Е.ОН България“ за 133 млн. евро.

### Ребрандиране на електроразпределителните дружества
Чл. 113а от Закона за енергетиката и Директива 72 на Европейския парламент задължават електроразпределителните компании да не създават объркване по отношение на своята идентичност, когато използват своята търговска марка. Във връзка с това всички електроразпределителни дружества се ребрандираха, като премахнаха от собствените си имена името на дружеството, което ги притежава.
През 2017 г. „EVN България Електроразпределение“ се преименува на „Електроразпределение Юг“ (ЕР ЮГ).
През 2018 г. „ЕНЕРГО-ПРО Мрежи“ се преименува на „Електроразпределение Север“ (ЕРП Север).
След като „ЧЕЗ България“ беше продадена на „Еврохолд“, през 2022 г. „ЧЕЗ Разпределение България“ се преименува на „Електроразпределителни мрежи Запад“ (ЕРМ Запад).